# Indra Pelícano
El Indra Pelícano es un UAV español desarrollado por Indra Sistemas. Está basado en un helicóptero de tamaño medio de la compañía sueca CybAero. El sistema está formado por tres o cuatro helicópteros no tripulados y una estación de control, que proporcionará capacidad para operar las 24 horas del día durante periodos prolongados.

## Desarrollo
El Pelícano incorpora sistemas electro-ópticos de visión diurna e infrarroja, capaces de tomar imágenes de alta resolución a gran altura. También podría incorporar un radar ligero, así como sistemas de contramedidas electrónicas y sensores de detección de amenazas químicas, bacteriológicas, radioactivas y nucleares (NRBQ). 
Su sistema de procesamiento escanearía el segmento de terreno que controle el helicóptero y emitiría en tiempo real las imágenes por medio del enlace por satélite.
El sistema podría integrarse completamente con el sistema de mando y control de los buques, de modo que se convertiría en una extensión del propio sistema de vigilancia del navío, complementando al resto de radares embarcados y sensores que integren.
El sistema fue presentado en diciembre de 2011. y ha efectuado varias demostraciones.

### Misiones
El Pelícano está pensado para prestar apoyo en tareas de vigilancia, control del tráfico marítimo, control de fronteras, en la lucha contra actividades de inmigración ilegal, narcotráfico, tráfico de armas, piratería y apoyo en operaciones de rescate, pudiendo desplegarse desde una plataforma naval o desde una base en tierra. Asimismo, estará preparado para dar apoyo, tanto en misiones de inteligencia como en gestión de emergencias, tales como desastres naturales o medioambientales, que impliquen el seguimiento, vigilancia y reconocimiento de amplias superficies.

## Especificaciones
Referencia datos: Indra

### Características generales
- Tripulación: Tres (un piloto y dos operadores de equipos)
- Carga:  30 kg
- Longitud: 4 m (13,1 ft)
- Envergadura: 1 m (3,1 ft)
- Altura: 1,2 m (3,9 ft)
- Peso máximo al despegue: 200 kg (440,8 lb)
- Planta motriz: 1×  .
- Diámetro de la hélice: 3,3 m
- Capacidad de combustible: 52 l

### Rendimiento
- Velocidad máxima operativa (Vno):  180
- Velocidad crucero (Vc): 90 km/h (56 MPH; 49 kt)
- Alcance: 100 km (54 nmi; 62 mi) (Conexión vía satélite)
- Alcance en combate: entre 4 y 6 h
- Techo de vuelo: 3600 m (11 811 ft)

### Aviónica
- Radar Ligero Ka-SAR
- Sensores EW de autoprotección
- Sensores CBRN (Chemical, Biological, Radiological y Nuclear)

## Aeronaves relacionadas

### Aeronaves similares
- Schiebel Camcopter S-100
- Tekplus Centauro
- Northrop Grumman MQ-8 Fire Scout